# 吴半农
吴半农（1905年—1978年），原名祖光，男，安徽泾县人，中国经济学家，曾任第三、四、五届全国政协委员。